# テリー・コリンズ (野球)
テリー・リー・コリンズ（Terry Lee Collins , 1949年5月27日 - ）は、アメリカ合衆国ミシガン州ミッドランド出身の元プロ野球選手（内野手）・監督。愛称はTC。

## 経歴

### 現役時代
1971年、東ミシガン大学卒業後、ピッツバーグ・パイレーツ傘下のチームに入団。
1975年途中、ロサンゼルス・ドジャース傘下チームに移籍。
1980年に引退した。

### 現役引退後
1981年同チームの監督に就任。6年間でリーグ優勝の功績を収めた。
1989年に古巣のパイレーツ傘下の監督を務めた。
1992年にメジャー（パイレーツ）のブルペンコーチに就任。
1994年にヒューストン・アストロズの監督に就任し、1996年まで務めた。
1997年から1999年まではアナハイム・エンゼルスの監督を務めた。その後、シカゴ・カブススカウト、タンパベイ・デビルレイズコーチ、ドジャース育成担当を務めた。

### オリックス監督時代
2006年10月6日、オリックス・バファローズ監督に就任。背番号はエンゼルス監督時代にも背負った「1」。背番号1の監督は読売ジャイアンツ時代の王貞治以来で、チームとしては2003年途中のレオン・リー以来の外国人監督となる。2007年4月8日の対西武戦（スカイマークスタジアム）で、トム・デイビーに対するボークの判定に抗議、東利夫球審への暴言により両リーグ通じたシーズン退場第1号となった。チームは4月下旬から5月にかけて17試合で1勝16敗を喫するなど低迷し、最下位に終わる。
2008年は開幕カードを2勝1敗と勝ち越すもその後は低迷し、5月21日の試合後に突如監督辞任を表明した。オリックスはコリンズが監督辞任後に大石大二郎一軍ヘッド兼内野守備・走塁コーチを監督代行に抜擢し、8月1日には正式に監督に就任するとチームを9年ぶりAクラスとなる2位へと導いた。
千葉ロッテマリーンズで監督を務めていたボビー・バレンタインとは交友があり、奇しくも、オリックス退団後にはかつてバレンタインが務めたメッツの監督に就任することとなる。また、現在独身であるが、結婚・離婚ともに経験していることをコリンズ本人が認めているが、来日直後から吉本興業のタレントシルクとはたびたび食事をともにするなどの交流があり、そこから交際説や「結婚秒読み」などと報じられていた。
タフィ・ローズ、グレッグ・ラロッカ、アレックス・カブレラという実績ある大砲3人組に対し、コリンズ自らが「ビッグ・ボーイズ」（ビッグボーイズ打線）と命名した。

### オリックス監督退任後
2009年3月に第2回ワールド・ベースボール・クラシック(WBC)の中国代表監督に就任した。初戦の対日本戦には0-4で敗れたが、チャイニーズタイペイには勝利し、WBC中国代表としては初の勝利を挙げた。
オリックス監督時代にはあまり見られなかった、ベンチに戻ってくる選手にハイファイブをしたり、自らマウンドに行くなどの行動を積極的に行っていた。またオリックス時代の教え子の小松聖と談笑する場面もあった。
その後は学生チームの指導者として活動した後、2010年シーズンからニューヨーク・メッツのマイナーチームを統括する「フィールド・コーディネーター」を務めた。
2010年11月23日メッツの監督に就任。
2013年、サブウェイシリーズでニューヨーク・ヤンキースに球団史上初のスウィープ（同一カードを全勝すること）を果たした。同年シーズン終了後、就任から3年連続でプレーオフ進出を逃したが、若手の育成などが評価され、2015年まで2年間契約を延長が発表された。
2015年は25年ぶりで球団史上タイ記録の11連勝、9年ぶりの地区優勝を果たすと、ポストシーズンでもロサンゼルス・ドジャースとシカゴ・カブスを破り、チームを15年ぶりのリーグ優勝に導いた。
2017年10月1日、最終戦終了後監督退任とフロント入りが発表された。

## 詳細情報

### 年度別監督成績

#### MLB
| 年 度     | 球 団     | 地 区     | 年 齢     | 試 合 | 勝 利 | 敗 戦 | 勝 率 | 順 位   | 備 考    | ポストシーズン 勝敗 |
| --------- | --------- | --------- | --------- | ----- | ----- | ----- | ----- | ------- | -------- | ------------------- |
| 1994      | HOU       | NL 中     | 45歳      | 115   | 66    | 49    | .574  | (2 / 5) |          |                     |
| 1995      | HOU       | NL 中     | 46歳      | 144   | 76    | 68    | .528  | 2 / 5   |          |                     |
| 1996      | HOU       | NL 中     | 47歳      | 162   | 82    | 80    | .506  | 2 / 5   |          |                     |
| 1997      | ANA       | AL 西     | 48歳      | 162   | 84    | 78    | .519  | 2 / 4   |          |                     |
| 1998      | ANA       | AL 西     | 49歳      | 162   | 85    | 77    | .525  | 2 / 4   |          |                     |
| 1999      | ANA       | AL 西     | 50歳      | 133   | 51    | 82    | .383  | 4 / 4   | 途中辞任 |                     |
| 2011      | NYM       | NL 東     | 62歳      | 162   | 77    | 85    | .475  | 4 / 5   |          |                     |
| 2012      | NYM       | NL 東     | 63歳      | 162   | 74    | 88    | .457  | 4 / 5   |          |                     |
| 2013      | NYM       | NL 東     | 64歳      | 162   | 74    | 88    | .457  | 3 / 5   |          |                     |
| 2014      | NYM       | NL 東     | 65歳      | 162   | 79    | 83    | .488  | 2 / 5   |          |                     |
| 2015      | NYM       | NL 東     | 66歳      | 162   | 90    | 72    | .556  | 1 / 5   | WS敗退   | 8勝06敗             |
| 2016      | NYM       | NL 東     | 67歳      | 162   | 87    | 75    | .537  | 2 / 5   | NLWC敗退 | 00勝01敗            |
| 2017      | NYM       | NL 東     | 68歳      | 162   | 70    | 92    | .432  | 4 / 5   |          |                     |
| MLB：13年 | MLB：13年 | MLB：13年 | MLB：13年 | 2012  | 995   | 1017  | .495  | -       | -        | 8勝07敗             |

- 1994年は232日間に及ぶ長期ストライキによりシーズンが中断したため、順位は暫定。
- 順位の太字はプレーオフ進出（ワイルドカードを含む）。
- WS…ワールドシリーズ、LCS…リーグチャンピオンシップシリーズ、DS…ディビジョンシリーズ、WC…ワイルドカードゲーム（ワイルドカードシリーズ）。

#### NPB
| 年度      | 球団       | 順位      | 試合 | 勝利 | 敗戦 | 引分 | 勝率 | ゲーム差   | チーム 本塁打 | チーム 打率 | チーム 防御率 | 年齢       |
| --------- | ---------- | --------- | ---- | ---- | ---- | ---- | ---- | ---------- | ------------- | ----------- | ------------- | ---------- |
| 2007年    | オリックス | 6位       | 144  | 62   | 77   | 5    | .446 | 17.0       | 119           | .259        | 3.67          | 58歳       |
| 2008年    | オリックス | 5位       | 49   | 21   | 28   | 0    | .429 | --         | --            | --          | --            | 59歳       |
| 通算：2年 | 通算：2年  | 通算：2年 | 193  | 83   | 105  | 5    | .441 | Bクラス1回 | Bクラス1回    | Bクラス1回  | Bクラス1回    | Bクラス1回 |

- 2008年は辞任した5月21日までの成績

### 表彰
その他
- グッドガイ賞：1回（2015年）※全米野球記者協会（BBWAA）のニューヨーク支部が取材対象である選手・監督の人柄を評価する賞[9]

### 背番号
- 44 （1992年 - 1993年）
- 2 （1994年 - 1996年）
- 1 （1997年 - 1999年、2007年 - 2008年）
- 5 （2001年）
- 10 （2011年 - 2017年）